# یحیی‌آباد (زرندیه)
یحیی‌آباد یک روستا در ایران است که در دهستان حکیم‌آباد شهرستان زرندیه واقع شده‌است.